# Keskin Bayındır

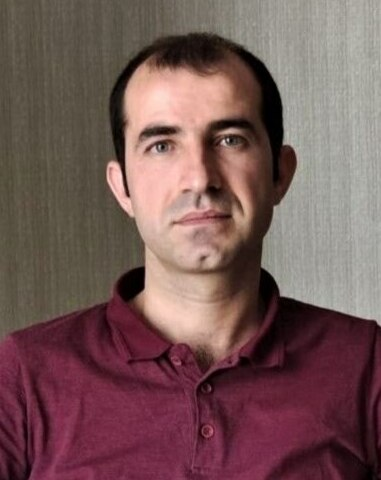
Keskin Bayındır

Keskin Bayındır (* 1984 in Batman) ist ein türkischer Politiker und ehemaliger Lehrer kurdischer Abstammung.

## Karriere

### Frühe Jahre
Bayındır wuchs in Batman auf. Von 2003 bis 2007 studierte er an der Erziehungswissenschaftlichen Fakultät der İnönü-Universität und schloss sein Studium als Grundschullehrer ab. Nach seinem Abschluss war er neun Jahre lang im Bildungssektor tätig und engagierte sich aktiv in der Gewerkschaftsbewegung. Am 29. Oktober 2016 wurde er im Zuge eines Dekrets (KHK) nach dem gescheiterten Putschversuch aus dem Staatsdienst entlassen.

### Politische Karriere
Bayındır begann seine politische Karriere als Mitglied des Halkların Demokratik Partisi (HDP) in den Jahren 2018–2019. Am 30. November 2019 wurde er zum Ko-Vorsitzenden der Demokratik Bölgeler Partisi (DBP) gewählt. Später am 27. November 2022 wurde Bayındır unter dem Vorwurf der Mitgliedschaft in einer bewaffneten Terrororganisation festgenommen. Er verbrachte mehrere Monate in Untersuchungshaft und wurde am 22. März 2023 freigelassen. Nach der Amtszeit mit Salihe Aydeniz übernahm er am 12. November 2023 gemeinsam mit Çiğdem Kılıçgün Uçar die Führung der Partei.
Bei den Parlamentswahlen am 14. Mai 2023 wurde Bayındır als Kandidat der Yeşil Sol Parti für die Provinz Batman in die Große Nationalversammlung der Türkei gewählt.
Bayındır ist verheiratet und Vater von zwei Kindern.